# Centro de Interpretación y Recepción de Turistas de Burgos
El Centro de Interpretación y Recepción de Turistas de Burgos (CITUR) es un edificio situado en la ciudad española de Burgos.
Se encuentra situado en pleno casco histórico de la ciudad, a pocos metros de la catedral. Actúa como centro de recepción para todo aquel turista que llega a la ciudad, ofreciendo información de interés sobre museos, monumentos, rutas o alojamiento.
En 2011, recibió un total de 82.363 visitantes, lo que supone una media de 226 turistas diarios. Entre ellos, destacan los turistas madrileños, franceses y alemanes.

## Situación
Se encuentra situado en la calle Nuño Rasura, a escasos metros de la Catedral y del Arco de Santa María. El acceso es completamente peatonal. Su entrada está orientada hacia el norte.

## Bibicur
Enfrente del edificio, se encuentra una bancada del sistema de préstamo gratuito municipal de Bicibur.

## Historia
Fue inaugurado el año 2011.

## Estructura
El edificio consta de las siguientes plantas:
- Sótano. En él se encuentra el contenido expositivo del centro, que muestra un resumen de la historia de Burgos a través de imágenes y textos sencillos. Una maqueta de la zona histórica preside el centro de la planta.

- Planta baja. Es la de acceso, en ella se encuentra la oficina de información turística.

- Planta 1 y 2. Dependencias de turismo pertenecientes al Ayuntamiento, principalmente oficinas.

## Horario
Invierno
Todos los días de 10:00 a 14:00 y de 16:30 a 19:30 horas.
Verano
Todos los días de 10:00 a 20:00 horas.